# Daiki Cuneta
Daiki Cuneta (1992. május 15. –) japán zenész, zeneszerző, szövegíró, hangszerelő, producer, gitáros, csellista, billentyűs. A King Gnu japán rock zenekar, és a millennium parade együttes tagja és producer.

## Háttere
Az Inai Tobu Gimnázium és a Nagano Prefektúra Inakita Gimnáziumának elvégzése után a Tokiói Művészeti Egyetem Zeneművészeti Karán folytatta tanulmányait csellistaként.
Csellista volt az Ozava Nemzetközi Kamarazene-akadémián, amelyet Ozava Szeidzsi vezet.
2013-ban Srv.Vinci néven kezdte meg a zenekari tevékenységeket. Ezután, tagcserét követően, 2015-ben kialakult a jelenlegi négyszemélyes létszám, és 2017-ben a együttesének a neve King Gnu lett. Ezt követően  az együttes debütált a Sympa albummal 2019-ben.
Ezután 2016-ban elindította a millennium parade zenei csoportot, amely a korábbi Daiki Tsuneta Millennium Parade projektje alapján indult.

## Magánélete
- Apja robotmérnök, anyja zenei tanár, bátyja szintén hegedűművész.[7]
- Zene által körülvett környezetben nőtt fel, mert szülei zongoráztak (apja jazz zongorán, anyja klasszikus zongorán). A cselló tanulását öt éves korában kezdte meg.
- Az általános és a középiskolájában a baseball klub tagja volt, de amikor a középiskola harmadik éve volt, bonyolult törése miatt átvitték a kórusklubba. Részt vett az NHK Kórusverseny Országos Konferenciáján. Igucsi Makotoval együtt a kórusklub juniorja.
- Zenekarban játszott a középiskolában, eredeti dalokat és Beatles dalokat játszott. A cselló-előadások teljes körű újraindítása a középiskolától kezdődött.
- 7 évig nagyanyjával élt, miután belépett a Tokiói Művészeti Egyetembe. A zenekari próbáit és a zenei videofilmeket a nagyanyja házánál vették fel.
- Az egyetemből való kilépése után WakaShun, Wonk Jiang Yamazaki Man Mo és társai, valamint a Geisai együttes fellépése, amikor Igucsi Makoto-val újraegyesültek. Isikava és Eszaki szintén részt vettek a millennium parade együttesben, és Eszaki billentyűs tagként is részt vett számos King Gnu dalban.
- Jokohama Baystars rajongó volt, és a rajongói klub tagja is volt.

## Hatásai
A klasszikus zenészektől, mint például Stravinsky és Prokofjev, és a hip-hop szerzőktől, mint Kendrick Lamar és Flying Lotus, TABOO1, valamint a jazz szerzőktől, mint például Thelonious Monk, Miles Davis, Robert Glasper, és a Nirvana, Gorillaz, Arctic Monkeys,Radiohead zenei csoportoktól.
Egy interjúban mondta el, hogy szereti az olyan típusú zenekarokat is, mint például a Blankey Jet City és Thee Michelle Gun Elephant, és azt mondta, hogy olyan dalszövegeket akar írni, mint Inóe Jószui .

## Tevékenysége

### millennium parade
A millennium parade Cuneta szólóprojektje. A Daiki Tsuneta Millennium Parade (DTMP) volt az elődje. Ez egy zenei projekt, amelybe különféle művészek és alkotók kapcsolódnak, a saját kreatív csapatukkal, a Perimetronnal együtt. Ez egy egyéni csoport, amely zenét készít más művészeknek és csoportoknak.
Cuneta ezzel a zenei projekttel akar világszerte híressé válni, nem csak Japánban és az Egyesült Államokban.

### Perimetron
A Perimetron egy kreatív csapat, amelyet Cuneta vezet. A tagok a Cunetához hasonló korú producerek, videó rendezők, CG művészek, grafikusok, illusztrátorok, stylistok és más alkotók. Fő tevékenységük grafika, zene és videó előállítása a művészek számára, valamint dzsekik mintázatának tervezése, és reklámfilmek készítése divatmárkák számára.
Az összes zenei videót a Perimetron készíti Cuneta együttesének, a King Gnu-nak, és a millenium parade "Fly with me" dalához tartozó videóklipet is a csapat készítette.

### Közreműködések
- Alice (2017. november 1.)  Jonezu Kensi "Bootleg" című albumában szerepel. Közösen készítették és rendezte, valamint részt vett az előadásában.
- Hold your hand and kiss (2018. december 12.) Boku no Lyric no Bōyomi  "Imaku" című albumában szerepel.
- Overflow (2019. április 17.)  Leo Ieiri "DUO" albuma tartalmazza.

## Diszkográfia
Kislemezek
| 2019. május 22.      | Veil           | Digitális letöltés |  |
| 2019. június 28.     | Plankton       | Digitális letöltés |  |
| 2019. szeptember 27. | Stay!!!        | Digitális letöltés |  |
| 2019. december 6.    | lost and found | Digitális letöltés |  |
| 2020. április 22.    | Fly with me    | Digitális letöltés |  |
| 2020. október 2.     | Philip         | Digitális letöltés |  |

Stúdióalbumok
Reklámzenék
- Numero×Emporio Armani
- Adidas
- New Balance×Chari Co
- Beams
- Dior and Rimowa
- N. Hollywood Compile Fall2020 Collection in New York Fashion Week
- Netflix Ghost in the Shell: SAC_2045 (Páncélba zárt szellem: SAC 2045)

## Élő fellépések
| Fellépés éve | Előadás neve                   | Fellépés dátuma  | Helyszín           |
| ------------ | ------------------------------ | ---------------- | ------------------ |
| 2019         | millennium parade Launch Party | 2019. május 22   | Ebisu Liquidroom   |
| 2019         | millennium parade Live 2019    | 2019. december 3 | Osaka Namba Hatch  |
| 2019         | millennium parade Live 2019    | 2019. december 5 | Tokyo Studio Coast |

## Felszerelése
Gitár
- Fano Guitars Alt de Facto RB6
- Fender American Performer Mustang
- Fender American Acoustasonic Telecaster

Erősítő
- Divided By 13

## Díjak
- A 20. japán komolyzene versenyének középiskolai cselló alakulata, 3. helyezett[11]
- A Rittor Music Legerősebb Játékosok Versenyének alapkategóriája, második nagydíj [12]
- Space Shower Music Awards 2020 Legjobb kreatív személy, és Legjobb rock-előadó[13]

## Szereplései
Rádióműsor
- Perimetron Hub (2019. április, InterFM897) [14]

TV-reklám
- Sapporo sör "Sapporo Draft Black Label" "Felnőtt felvonó" 35. sorozat (2020. március 28.) – Cumabuki Szatosival együtt szerepel a reklámban.[15]

## Fordítás
Ez a szócikk részben vagy egészben  a(z)   常田大希 című japán Wikipédia-szócikk ezen változatának fordításán alapul.  Az eredeti cikk szerkesztőit annak laptörténete sorolja fel. Ez a jelzés csupán a megfogalmazás eredetét és a szerzői jogokat jelzi, nem szolgál a cikkben szereplő információk forrásmegjelöléseként.